# Reial Cercle Artístic de Barcelona

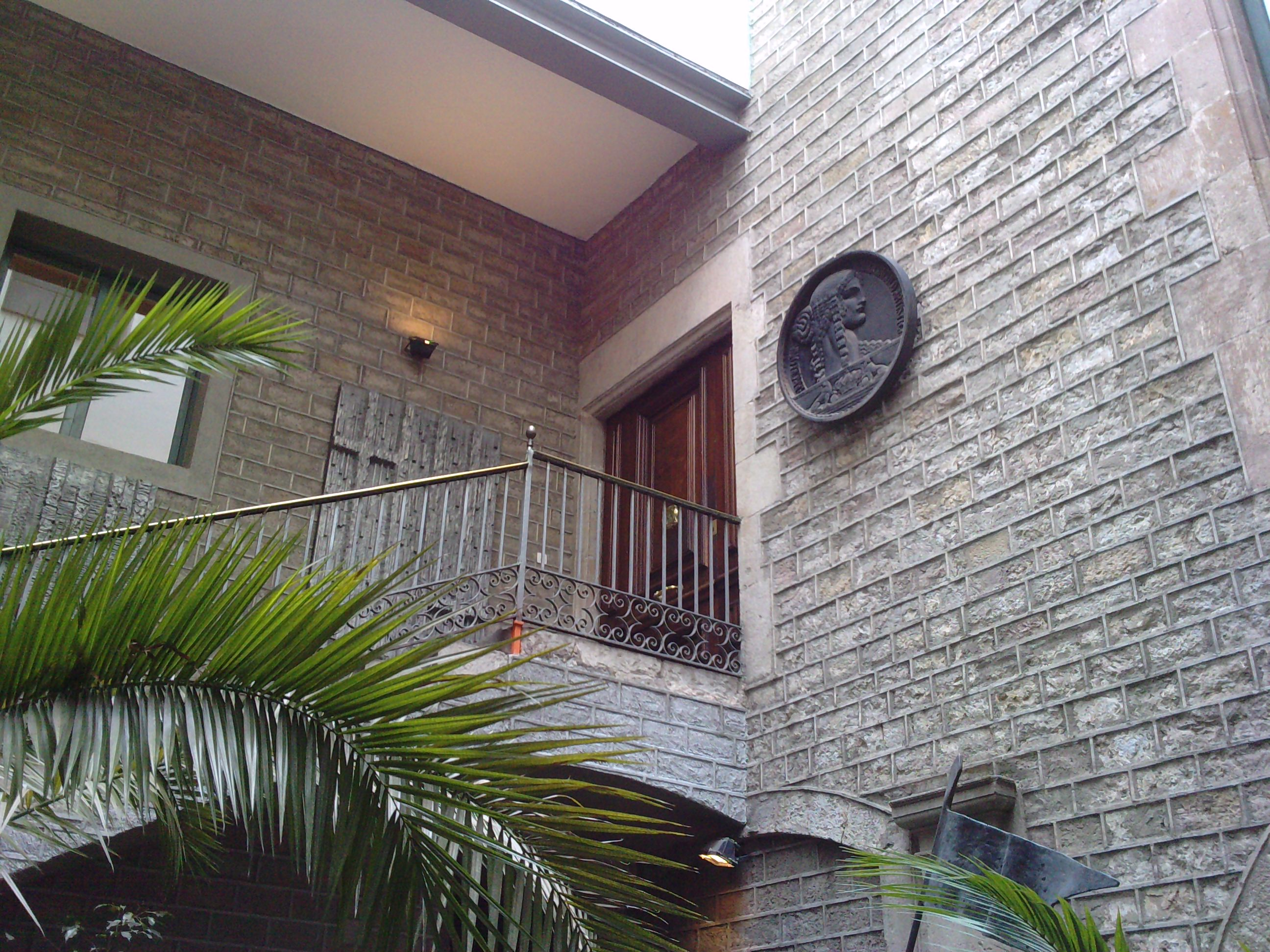
Entrada al Reial Cercle Artístic

El Reial Cercle Artístic és una societat privada sense ànim de lucre declarada d'interès cultural (2003), la finalitat de la qual és reunir persones que cultiven o tenen afecció a les belles arts i fomentar les activitats culturals. La seu és a la Casa Bassols-Pignatelli al carrer dels Arcs, 5 del barri Gòtic de Barcelona. El 2014 tenia 450 socis.
Disposa d'un fons de més de 700 obres entre les que es troben escultures de Josep Clarà i Enric Casanovas, i pintures i dibuixos d'autors com Marià Fortuny, Romà Ribera, Joan Vila Cinca o Lluís Masriera. També compta amb un arxiu format per més de 4.000 documents i uns 1.000 epistolaris.

## Història
El Cercle Artístic va ser fundat l'any 1881 per un grup de pintors barcelonins amb el propòsit de crear un espai per fomentar la vida cultural de la ciutat, tenia la primera ruleta de Catalunya. L'any 1884 era conegut com a Centro de Acuarelistas, recuperant tres anys més tard el seu nom original de Cercle Artístic a causa d'una refundació. L'entitat va mantenir un protagonisme destacat en la vida artística i social barcelonina, especialment entre els últims anys del segle xix i les primeres dècades del segle xx, organitzant actes socials, balls i festes populars d'entre els quals destaquen els balls al gran saló de la Llotja i al Gran Teatre del Liceu. També funcionà com a local de joc. En varen ser aleshores puntals destacats artistes de la talla de Santiago Rusiñol i Ramon Casas. El 1893, les tensions internes suscitades entorn les activitats extra-artístiques i el tarannà de l'entitat desembocà amb l'escissió d'un grup de socis que fundaren una societat paral·lela de tendència cristiana, el Cercle Artístic de Sant Lluc. Lluís Graner, en la seva etapa de president, aconseguí treure l'entitat d'un molt baix moment econòmic, aconseguint la participació de tots els seus socis en exposicions-tòmbola d'obres donades per aquests. El 1916, el rei Alfons XIII li concedí el títol de Reial Cercle Artístic de Barcelona.
El Cercle ha organitzat importants exposicions individuals, col·lectives i d'homenatge a molts dels seus membres, com Xavier Gosé (1915), Baldomer Gili i Roig (1916 i 1980), Pere Borrell i Beltran (1935), Eliseu Meifrèn i Roig (1941), Enric Casanovas, i Carles Pellicer (1951), Hermen Anglada Camarasa (1955), Marià Llavanera (1956), Martí Llauradó, i Laureà Barrau (1959), Rafael Llimona, Francesc Llop i Marqués (1962), Ignasi Mallol (1966), Ernest Santasusagna (1967), Jaume Mercadé (1967), Enric Galwey (1970), Lluís Bonnin (1973), Joan Llaverias (1974), Bonaventura Puig Perucho (1979), Josep Aragay (2002) entre d'altres.
N'han estat socis destacats: Antoni Caba, Caterina Albert, Ramon Casas, Evarist Arnús, Marià Andreu, Modest Urgell, Ricard Urgell, Joan Borrell Nicolau, Joaquim Mir, Hermen Anglada Camarasa, Francesc Costa i Carrera, Isidre Nonell, Francesc d'Assís Galí i Fabra, Francesc Gimeno, Ricard Opisso, Francesc Labarta, Apel·les Mestres, i Felip Vall i Verdaguer, per posar alguns exemples.
Al llarg de la seva història, el Cercle ha ocupat moltes seus i ha tingut una vida itinerant. Finalment, el 1959, amb l'adquisició del Palau Pignatelli i de l'antiga Casa Bassols l'entitat aconseguí l'estabilitat desitjada. Des del 2000, l'edifici acollia a la Sala Güell dels seus baixos una exposició permanent sobre l'obra de Salvador Dalí que un jutge va obligar a retirar el 2012 per explotar de forma no autoritzada els drets de reproducció de l'obra de l'artista. El 2017 va finalitzar el contracte de lloguer de la sala.

## Llista de presidents

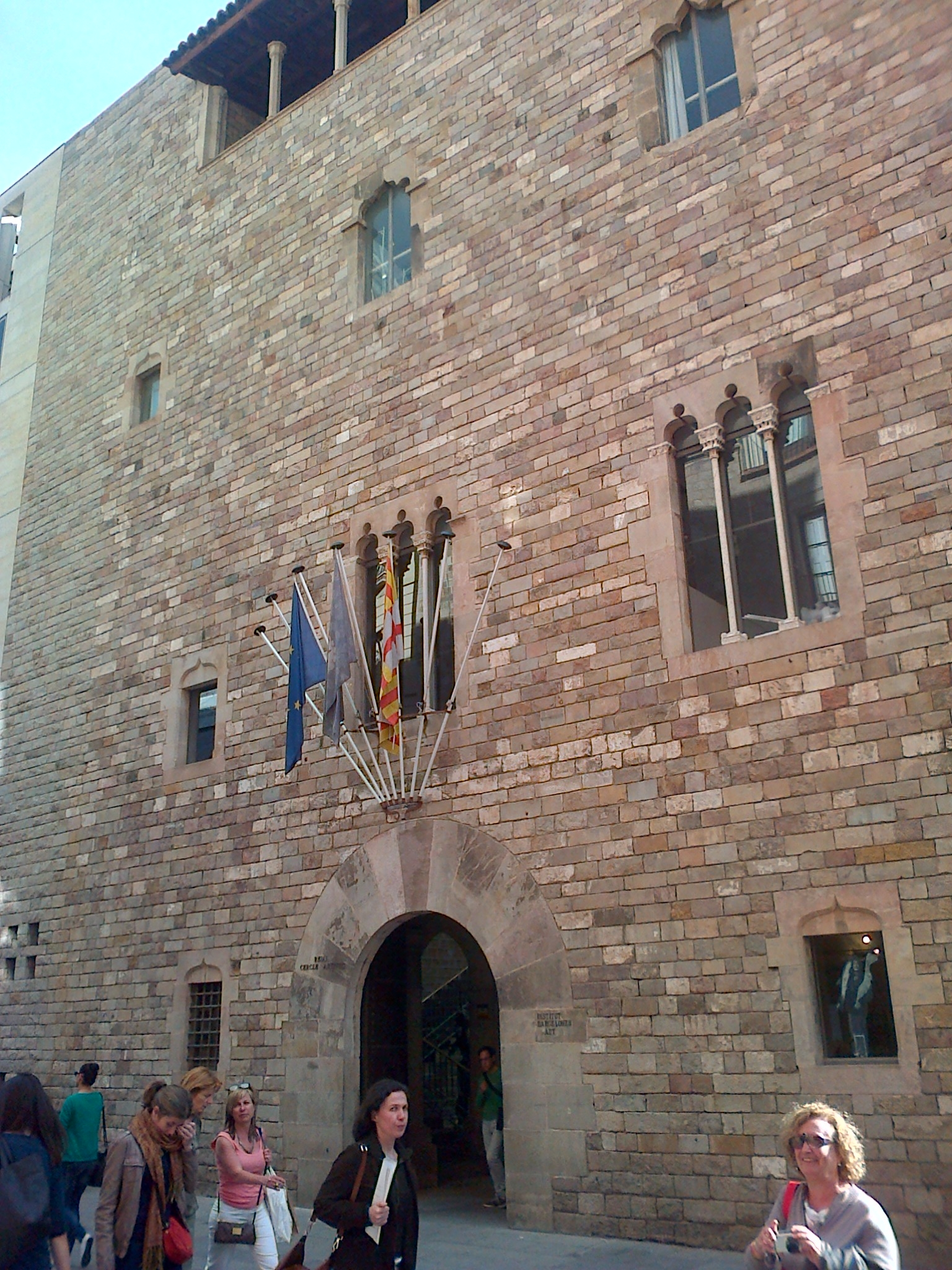
Façana principal del Palau Pignatelli, seu del Reial Cercle Artístic de Barcelona

A continuació la llista de presidents del Cercle Artístic des de 1882:
- Joan Flotats i Llucià (1882)
- Tomàs Moragas (1883)
- Joan Planella i Rodríguez (1884)
- Josep Lluís Pellicer (1885)
- Josep Masriera i Manovens (1889)
- Josep Lluís Pellicer (1890)
- Leopold Roca Furnó (1891)
- Francesc Rogent Pedrosa (1893)
- Lluís Graner i Arrufí (1895)
- Joan Francesc Chia i Alba (1896)
- Jaume Carreras (1901)
- Leopold Roca Furnó (1902)
- Josep Antoni Trias (1904)
- Marià Fuster Fuster (1908)
- Eduard Llorens (1912)
- Carlos Vázquez Úbeda (1914)
- Lluís Masriera i Rosés (1917)
- Marià Fuster Fuster (1919)
- Ricard Capmany, compte de la Vall de Canet (1922)
- Marià Fuster Fuster (1923)
- Oleguer Junyent i Sans (1925)
- Alexandre Cardunets Cazorla (1927)
- Pere Casas i Abarca (1930), signà uns estatuts en català el gener de 1932
- Josep Clarà i Ayats (1934)
- Francesc Planas Doria (1936)
- Josep Bonet del Río (1939)
- Eusebi Güell i López, vescomte de Güell (1946)
- Eusebi Güell i Jover, vescomte de Güell (1956)
- Antoni de Lozoya Augé (1976)
- Joan Abelló i Prat (1992-2008).
- Josep Fèlix Bentz (2009)[9][3]